# Człowiek z karabinem (film)
Człowiek z karabinem (ros. Человек с ружьём, Czełowiek s rużjom) – radziecki dramat historyczny z 1938 roku będący adaptacją utworu Nikołaja Pogodina o tej samej nazwie.

## Obsada
- Maksim Sztrauch jako Lenin
- Micheil Gelowani jako Stalin
- Boris Czirkow jako Jewtuszenko
- Nikołaj Czerkasow jako generał
- Sierafima Birman jako Warwara Iwanowna
- Mark Bernes jako Kostia Żygilow
- Stiepan Kajukow jako Andriej Dymow
- Zoja Fiodorowa jako Katia Szadrina
- Nikołaj Kriuczkow jako Sidorow, czerwonogwardzista
- Konstantin Sorokin jako strażnik
- Pawieł Kadocznikow jako żołnierz
- Jurij Tołubiejew jako marynarz
- Piotr Alejnikow jako żołnierz